# Giulio Rinaldi
Giulio Rinaldi (* 13. Februar 1935 in Anzio; † 16. Juli 2011 ebenda) war ein italienischer Boxer. Er war Europameister der Berufsboxer im Halbschwergewicht.

## Werdegang

### Amateurlaufbahn
Giulio Rinaldi war schon als Amateur sehr erfolgreich. Er wurde 1956 italienischer Meister im Mittelgewicht und vertrat sein Land bei den Olympischen Spielen in Melbourne. Dort gewann er im Achtelfinale über den Dänen Christian Andersen nach Punkten. Zu seinem nächsten Kampf gegen den späteren Olympiasieger Gennadi Schatkow aus der Sowjetunion konnte er aufgrund einer Verletzung nicht mehr antreten. Er belegte damit mit drei weiteren Boxern den 5. Platz.

### Profilaufbahn
Nach den Olympischen Spielen in Melbourne wurde Giulio Rinaldi Berufsboxer. Er bestritt seinen ersten Kampf als Profi am 23. März 1957 in Rom und besiegte dabei seinen Landsmann Giuliano Bianchi durch technischen KO in der 5. Runde. Weitere Meilensteine auf dem Weg zu Meisterschaftskämpfen waren seine Siege über Artemio Calzavara am 8. Januar 1959 in Rom und Rocco Mazzola am 21. Oktober 1959 in Rom, gegen den er allerdings am 13. Juli 1959 in Rom eine Niederlage durch technischen KO hatte einstecken müssen. Eine weitere Niederlage musste er am 21. November 1959 in Mailand von Dieter Wemhöner aus Berlin hinnehmen, gegen den er nach Punkten unterlag.
Zu seinem ersten Meisterschaftskampf kam Giulio Rinaldi am 8. März 1960 in Rom. Er kämpfte gegen Sante Amonti um die italienische Meisterschaft im Halbschwergewicht und gewann diesen Kampf durch technischen KO in der 2. Runde. In einem Kampf, der als Qualifikation für einen Kampf um die EBU-Europameisterschaft galt, besiegte Giulio Rinaldi am 4. Juni 1960 in Rom den Franzosen Germinal Ballarin nach 12 Runden nach Punkten. Zunächst kam Giulio Rinaldi aber zu keinem EM-Kampf, weil sich ihm die große Chance bot, am 10. Juni 1961 in New York gegen den amtierenden Weltmeister Archie Moore aus den USA um die Weltmeisterschaft nach der Version der New Yorker Athleten-Kommission zu boxen. Rinaldi ging mit Archie Moore über die volle Distanz von 15 Runden, konnte aber eine Punktniederlage gegen den routinierten Moore nicht verhindern.
Am 28. September 1962 bekam Giulio Rinaldi aber dann die Gelegenheit gegen den Schotten Chic Calderwood um die vakante Europameisterschaft im Halbschwergewicht zu kämpfen. Er gewann diesen Kampf nach 15 Runden nach Punkten und war damit neuer EBU-Europameister im Halbschwergewicht. Er verteidigte diesen Titel am 23. Mai 1963 in Rom erfolgreich gegen einen seiner Vorgänger, Erich Schöppner aus Witten, den er nach Punkten bezwang. Seine nächsten beiden Kämpfe gegen deutsche Gegner verlor Giulio Rinaldi allerdings. In einem Nichttitelkampf am 28. Februar 1964 in Rom gegen Hans-Werner Wohlers wurde er in der 2. Runde wegen Nachschlagens disqualifiziert und am 4. April 1964 verlor er seinen Europameistertitel in der Dortmunder Westfalenhalle an den Berliner Gustav Scholz, gegen den er wegen unsauberer Kampfesweise in der 9. Runde disqualifiziert wurde.
Am 8. Juli 1965 wurde Giulio Rinaldi aber dann wieder Europameister im Halbschwergewicht. Er besiegte an diesem Tage den Deutschen Peter Klaus Gumpert durch techn. KO in der 13. Runde. Der Titel war nach dem Rücktritt von Gustav Scholz vakant gewesen. Lange konnte sich Giulio Rinaldi dieses Titels nicht erfreuen, denn er verlor ihn am 11. März 1966 in Rom an seinen Landsmann Piero del Papa in 15 Runden nach Punkten.
Nach diesem Kampf bestritt Giulio Rinaldi im Schwergewicht noch 14 Kämpfe, von denen er sieben verlor. Bemerkenswert waren dabei seine drei „Ringschlachten“, die er sich mit Wilhelm von Homburg (Norbert Grupe) lieferte. Am 3. Januar 1969 verlor er gegen von Homburg in Berlin durch technischen KO in der 5. Runde, am 14. Februar 1969 gewann er über diesen in Hamburg nach 10 Runden nach Punkten und am 2. April 1969 verlor Giulio Rinaldi gegen von Homberg wieder in Berlin durch technischen KO in der 8. Runde. Eine Punktniederlage bezog er am 29. Mai 1969 in Essen auch von Jürgen Blin.
Am 22. August 1970 wurde Giulio Rinaldi in Anzio italienischer Meister im Schwergewicht durch einen Disqualifikations-Sieg in der 8. Runde über Gianfranco Macchia. Diesen Titel verlor er am 23. Oktober 1970 in Rom durch eine KO-Niederlage in der 5. Runde an Domenico Adinolfi. Nach dieser Niederlage beendete er seine Boxerlaufbahn.

## Nach dem Boxen
Von seinem weiteren Lebensweg nach seinem Rücktritt ist nur bekannt, dass er in Italien in einigen Filmen in Nebenrollen mitwirkte.